# Thomas Southwood Smith
Thomas Southwood Smith, né le 21 décembre 1788 à Martock et mort le 10 décembre 1861 à Florence, est un médecin et réformateur sanitaire anglais.